# Antiochia (misijní společenství)
Antiochia je misijní společenství laiků (především mládeže) a katolických duchovních na území České republiky.

## Historie
Společenství vzniklo roku 1991 na popud bohoslovců z teologického konviktu v Litoměřicích (dnes zaniklý). Podmínky pro realizace tohoto projektu zajistili kněží a prefekti Petr Bartoněk a Marek Dunda. Původním nápadem bylo naplánovat prázdniny ve farnostech, kde neexistuje pravidelný náboženský život, a nenásilnou formou sbližovat obyvatele s křesťanstvím.
Začátkem této misie byla vybrána obec Vysoké Žibřidovice. Zde a v nedaleké obci Žleb příslušníci tohoto společenství chodili mezi lidi a šířili osvětu o křesťanství. Každý další rok následovala další města a obce České republiky, kde toto společenství začalo působit.
Současným hlavním koordinátorem je otec Ondřej Talaš.

## Aktivita a průběh misie
Práce misie je; navštěvovat místa, kde se nežije plný náboženský život a křesťanství se stává minulostí. Řídí se příkazem Ježíše Krista: Hlásat evangelium celému světu Mk 16, verš – 15, 18 (Kral, ČEP). 
Po vybrání místa odjíždí mládež 16 let do určené farnosti, kde se podílí na životě a aktivitách farnosti. Misie se obrací ke všem věkovým skupinám, ale klade důraz především na mládež a děti. Mezi aktivity misie patří např. táboření, divadlo či výlety.